# Hrvatska raste
Hrvatska raste i "nema povratka na staro", bio je savez hrvatskih političkih stranaka lijevoga centra pod vodstvom Socijaldemokratske partije Hrvatske, sklopljen pred izbore za Hrvatski sabor 2015. godine. Činile su je stranke koje su od 2011. godine činile vladu premijera Zorana Milanovića.

## Vanjske poveznice
- Službena stranica  Arhivirana inačica izvorne stranice od 20. siječnja 2016. (Wayback Machine)